# هاري بيدفورد (سياسي)
هاري بيدفورد (بالإنجليزية: Harry Bedford)‏ هو محامي وسياسي نيوزلندي، ولد في 1877 في المملكة المتحدة، وتوفي في 1918 في نيوزيلندا. حزبياً، نشط في United Labour Party (New Zealand) ‏. وقد انتخب عضو مجلس النواب نيوزيلندا.